# Jean-Baptiste Morin
Jean-Baptiste Morin (também Morinus; Villefranche-sur-Saône, 23 de fevereiro de 1583 – Paris, 6 de novembro de 1656) foi um astrólogo, matemático e astrônomo francês.

## Carreira
Aos 16 anos de idade começou a estudar filosofia em Aix-en-Provence. A partir de 1611 estudou medicina em Avignon, que completou em 1613 com um grau de doutor em medicina. Depois esteve no Bispado de Boulogne até 1623, que o enviou para estudar mineração na Alemanha e na Hungria e o empregou como astrólogo. Até 1629 esteve em uma posição semelhante com o Duque de Luxemburgo, mas também encontrou tempo para trabalhos científicos em óptica e observações astronômicas com Pierre Gassendi. Em 1630 tornou-se professor de matemática no Collège Royal, onde permaneceu até sua morte. Em 1635 foi um dos primeiros astrônomos a ter sucesso na observação da estrela mais brilhante no céu do hemisfério celestial norte Arcturo na constelação Boieiro no céu do dia.
Como astrônomo foi um oponente da cosmovisão copernicana e atacou Galileu Galilei publicamente. Para resolver o problema da longitude anunciado pela Académie des Sciences em forma de um prêmio, ele propôs o uso das efemérides lunares (incluindo a paralaxe da lua). O Cardeal de Richelieu constituiu uma comissão para avaliar suas propostas, mas não quis lhe atribuir o prêmio porque seu método era impraticável com os meios de observação da época. No entanto, ele recebeu uma pensão do Cardeal Mazarin em 1645 por seu trabalho no problema da longitude, que era de imensa importância prática para a navegação nos oceanos do mundo.
Como ele também atacou René Descartes violentamente, isolou-se de seus colegas cientistas no final de sua vida.

## Obras
- Tabulæ Rudolphinæ Ad Meridianum Uraniburgi supputatæ / A Johanne Baptista Morino Doctore Medico, & Regio Parisiis Mathem. Professore ad accuratum & facile compendium redactæ. In: Astronomia Carolina, Nova Theoria Motuum Coelestium, Secundum optimas Observationes & rationi maxime consentanea fundamenta Artis...: cum... Tabulis & Præceptis pro calculo Eclipsium &c. / Thomas Streete. - Noribergae [Nürnberg]: Otto, 1705.
- Jean-Baptiste Morin: Astrologia Gallica, Buch XXI, Chiron-Verlag ISBN 3925100261